# Juventus Football Club 1961-1962
Questa voce raccoglie le informazioni riguardanti la Juventus Football Club nelle competizioni ufficiali della stagione 1961-1962.

## Stagione

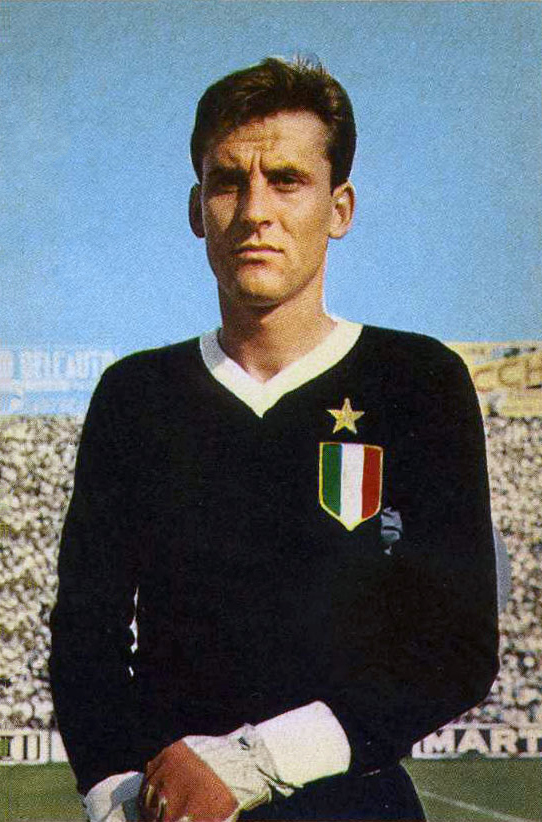
Il neoacquisto Roberto Anzolin, destinato a divenire il portiere juventino di riferimento del decennio.

L'annata 1961-1962 segnò la brusca fine del ciclo di successi del Trio Magico. Già privi della bandiera Boniperti ritiratosi dal calcio al termine della precedente stagione, in estate i bianconeri rinunciarono anche a un perno difensivo quale Cervato, accasatosi alla SPAL e, a posteriori, non adeguatamente sostituito; dal calciomercato arrivarono infatti a Torino unicamente il nuovo portiere Anzolin, il prospetto d'attacco Zigoni e il centrocampista argentino Rosa, questo ultimo tra i migliori nel Padova del paròn Rocco e per questo chiamato sulla carta a raccogliere l'eredità di Boni, ma suo malgrado incapace di lasciare il segno in una big anche a causa delle regole del tempo che ne limitavano l'utilizzo, in quanto terzo straniero in rosa, all'eventuale assenza del gallese Charles o dell'italo-argentino Sívori.
La Juventus, guidata inizialmente da Július Korostelev e Gunnar Gren nei ruoli, rispettivamente, di trainer e direttore tecnico, incappò subito in un deludente avvio di campionato. Dopo appena due giornate, inoltre, il presidente Umberto Agnelli si vide costretto a richiamare in panchina l'allenatore dell'ultima vittoriosa annata, Carlo Parola (il quale se n'era andato pochi mesi prima per contrasti con la dirigenza bianconera), stante l'improvviso ritorno in Svezia di Gren per questioni personali; Parola riassunse così la guida della squadra, con Korostelev dirottato alla supervisione tecnica.
Un avvicendamento che non sortì effetti tanto che la compagine piemontese, pure zavorrata dai problemi fisici del suo ariete Charles, rallentato da un'operazione al ginocchio che ne minerà peraltro il prosieguo della carriera italiana, in appena dodici mesi passò dallo scudetto a un deludente dodicesimo posto – eguagliando suo malgrado il peggior piazzamento nella storia del girone unico, già toccato nel campionato 1955-1956 –, arrivando perfino a sfiorare la zona retrocessione causa un epilogo di torneo assolutamente negativo (un solo punto nelle dieci partite conclusive, perdendo tutte quelle in casa) e guadagnando l'accesso alla Coppa Mitropa solamente per altrui rinuncia.
Tutto sommato migliore, ma ugualmente avaro di successi, fu il cammino juventino nelle coppe. In Coppa dei Campioni i bianconeri raggiunsero quello che era al tempo il loro miglior piazzamento nella competizione, fermandosi ai quarti di finale contro il Real Madrid: all'1-0 degli spagnoli nella gara di andata al Comunale, il 14 febbraio 1962, replicò una settimana più tardi la Juventus, vittoriosa con il medesimo punteggio al Bernabéu grazie a un acuto di Sívori – in quella che passò agli annali come la prima vittoria assoluta di una squadra italiana in casa dei Blancos –; dati i regolamenti dell'epoca fu quindi necessario giocare una gara di spareggio in campo neutro, che il 28 dello stesso mese al Parco dei Principi di Parigi vide i madrileni prevalere 3-1 sui torinesi.
Sul finire della stagione la Juventus si lascerà sfuggire anche l'ultimo obiettivo stagionale rimastole, la Coppa Italia, da cui venne estromessa in semifinale dalla rivelazione SPAL grazie al secco 4-1 rifilato a Ferrara agli ospiti, da par loro già privi di due titolari quali Mora e Sívori impegnati in quei giorni con l'Italia nella Coppa Rimet in Cile; l'undici sabaudo perderà anche la finalina (1-0) con il Mantova, chiudendo l'edizione al quarto posto.

## Divise

John Charles riceve i complimenti di un avversario del al termine del retour match degli ottavi di Coppa dei Campioni 1961-1962: il gallese indossa la tradizionale seconda maglia juventina del dopoguerra, bianca, che sarà sostituita nel corso della stagione da una nuova versione nera.

La tradizionale divisa casalinga bianconera non mostrò in questa stagione cambiamenti di sorta rispetto alle precedenti annate. Novità, invece, per quanto concerne l'uniforme di cortesia, mutata nel corso della stagione: nel febbraio del 1962, in occasione della gara di ritorno dei quarti di Coppa dei Campioni da giocarsi in casa del Real Madrid, non potendo ricorrere per ovvie ragioni cromatiche alla maglia bianca che dal secondo dopoguerra aveva pressoché contrassegnato le trasferte juventine, la società creò una nuova divisa completamente nera; una scelta, questa, opera di un vecchio dirigente, memore delle similari uniformi vestite dalla squadra nei primi anni 1940.
| Casa | Trasferta (1ª versione) | Trasferta (2ª versione) | 1ª portiere | 2ª portiere |

## Rosa
| N. |                      | Ruolo | Calciatore               |
| -- | -------------------- | ----- | ------------------------ |
|    | Italia (bandiera)    | P     | Roberto Anzolin          |
|    | Italia (bandiera)    | P     | Giuseppe Gaspari         |
|    | Italia (bandiera)    | D     | Gianfranco Leoncini      |
|    | Italia (bandiera)    | D     | Bruno Garzena            |
|    | Italia (bandiera)    | D     | Benito Sarti             |
|    | Italia (bandiera)    | D     | Giancarlo Bercellino (I) |
|    | Italia (bandiera)    | D     | Ernesto Càstano          |
|    | Italia (bandiera)    | D     | Gianfranco Bozzao        |
|    | Italia (bandiera)    | D     | Domenico Casati          |
|    | Italia (bandiera)    | C     | Gino Stacchini           |
|    | Italia (bandiera)    | C     | Flavio Emoli (capitano)  |
|    | Italia (bandiera)    | C     | Bruno Mora               |
|    | Argentina (bandiera) | C     | Humberto Jorge Rosa      |

| N. |                      | Ruolo | Calciatore                 |
| -- | -------------------- | ----- | -------------------------- |
|    | Italia (bandiera)    | C     | Bruno Mazzia               |
|    | Italia (bandiera)    | C     | Giorgio Rossano            |
|    | Italia (bandiera)    | C     | Giorgio Stivanello         |
|    | Italia (bandiera)    | C     | Antonio Montico            |
|    | Italia (bandiera)    | C     | Franco Carrera             |
|    | Brasile (bandiera)   | C     | José Ferdinando Puglia     |
|    | Italia (bandiera)    | A     | Bruno Nicolè               |
|    | Galles (bandiera)    | A     | John Charles               |
|    | Argentina (bandiera) | A     | Omar Sívori (vicecapitano) |
|    | Italia (bandiera)    | A     | Angelo Caroli              |
|    | Italia (bandiera)    | A     | Gianfranco Zigoni          |
|    | Italia (bandiera)    | A     | Franco Dianti              |

## Risultati

### Serie A

#### Girone di andata
| Arbitro: | Sebastio (Taranto) |

|             |           |              |
| Charles 26’ | Marcatori | 52’ Allemann |

| Arbitro: | Adami (Roma) |

|               |           |            |
| Kölbl 4’, 27’ | Marcatori | 78’ Sívori |

| Arbitro: | Angonese (Mestre) |

|                            |           |                               |
| Mora 22’ (rig.) Sívori 53’ | Marcatori | 52’ Di Giacomo 87’ Cardarelli |

| Arbitro: | Jonni (Macerata) |

|                                      |           |             |
| Olivieri 24’, 83’ Garzena 74’ (aut.) | Marcatori | 63’ Charles |

| Arbitro: | Rigato (Mestre) |

|            |           |  |
| Sívori 14’ | Marcatori |  |

| Arbitro: | Genel (Trieste) |

|  |           |                                      |
|  | Marcatori | 41’ Charles 49’ Stacchini 90’ Sívori |

| Arbitro: | Gambarotta (Genova) |

|  |           |           |
|  | Marcatori | 69’ Baker |

| Arbitro: | Francescon (Padova) |

|            |           |  |
| Sívori 71’ | Marcatori |  |

| Palermo 8 ottobre 1961, ore 15:00 CET 9ª giornata | Palermo         | 0 – 0 referto | Juventus | Stadio La Favorita\| Arbitro: \| Rigato (Mestre) \| |
| Arbitro:                                          | Rigato (Mestre) |               |          |                                                     |

| Arbitro: | Lo Bello (Siracusa) |

|                        |           |                                                 |
| Charles 19’ Nicolè 68’ | Marcatori | 15’ Hitchens 58’ (rig.) Suárez 74’, 87’ Bettini |

| Arbitro: | Jonni (Macerata) |

|                        |           |                        |
| Perani 47’ (rig.), 58’ | Marcatori | 6’ Sívori 24’ Leoncini |

| Arbitro: | Rigato (Mestre) |

|                                      |           |          |
| Altafini 3’, 8’, 76’, 78’ Rivera 63’ | Marcatori | 38’ Rosa |

| Torino 19 novembre 1961, ore 14:30 CET 13ª giornata | Juventus        | 0 – 0 referto | Fiorentina | Stadio Comunale\| Arbitro: \| Genel (Trieste) \| |
| Arbitro:                                            | Genel (Trieste) |               |            |                                                  |

| Arbitro: | Angelini (Firenze) |

|                                     |           |                         |
| Cucchiaroni 15’ Vincenzi 88’ (rig.) | Marcatori | 2’, 4’, 43’ (rig.) Mora |

| Arbitro: | Cataldo (Reggio Calabria) |

|                 |           |  |
| Sívori 30’, 72’ | Marcatori |  |

| Arbitro: | Adami (Roma) |

|                  |           |           |
| Canella 42’, 67’ | Marcatori | 5’ Nicolè |

| Arbitro: | Marchese (Frattamaggiore) |

|            |           |  |
| Sívori 66’ | Marcatori |  |

#### Girone di ritorno
| Arbitro: | Adami (Roma) |

|  |           |          |
|  | Marcatori | 3’ Emoli |

| Arbitro: | Sbardella (Roma) |

|                                                        |           |  |
| Stacchini 31’ Nicolè 35’ Sívori 42’ Cervato 57’ (aut.) | Marcatori |  |

| Arbitro: | Genel (Trieste) |

|                            |           |                       |
| Di Giacomo 42’ Duzioni 85’ | Marcatori | 25’ Mazzia 32’ Nicolè |

| Arbitro: | De Robbio (Torre Annunziata) |

|            |           |             |
| Nicolè 77’ | Marcatori | 78’ Maschio |

| Arbitro: | Francescon (Padova) |

|                                         |           |                                |
| Menichelli 21’ Jonsson 40’ Lojacono 74’ | Marcatori | 24’ Rosa 29’ Nicolè 71’ Sívori |

| Arbitro: | Campanati (Milano) |

|                          |           |                    |
| Stacchini 38’ Sívori 61’ | Marcatori | 71’ (rig.) Cervato |

| Arbitro: | Jonni (Macerata) |

|                   |           |                             |
| Mazzia 46’ (aut.) | Marcatori | 41’, 71’ Nicolè 64’ Charles |

| Arbitro: | Rigato (Mestre) |

|                            |           |  |
| Szymaniak 47’ Ferrigno 84’ | Marcatori |  |

| Arbitro: | Samani (Trieste) |

|                                 |           |                                          |
| Ferrazzi 21’ (aut.) Charles 48’ | Marcatori | 11’ Prato 68’, 77’ Fernando 82’ Burgnich |

| Arbitro: | Jonni (Macerata) |

|                          |           |                          |
| Bicicli 13’ Hitchens 74’ | Marcatori | 79’ Sívori 87’ Stacchini |

| Arbitro: | De Robbio (Torre Annunziata) |

|                         |           |                             |
| Leoncini 72’ Mazzia 83’ | Marcatori | 12’, 52’ Nielsen 42’ Perani |

| Arbitro: | Rigato (Mestre) |

|                             |           |                                       |
| Charles 42’ Mora 80’ (rig.) | Marcatori | 9’ Barison 49’ Sani 53’, 67’ Altafini |

| Arbitro: | Adami (Roma) |

|                 |           |  |
| Dell'Angelo 79’ | Marcatori |  |

| Arbitro: | Grignani (Milano) |

|  |           |               |
|  | Marcatori | 14’ Brighenti |

| Arbitro: | Jonni (Macerata) |

|             |           |  |
| Vastola 64’ | Marcatori |  |

| Arbitro: | Varazzani (Parma) |

|                           |           |                                      |
| Stacchini 34’ Charles 35’ | Marcatori | 10’ Selmosson 20’ Delpin 76’ Rozzoni |

| Arbitro: | De Robbio (Torre Annunziata) |

|                                    |           |  |
| Siciliano 60’ Rossi 68’ Santon 70’ | Marcatori |  |

### Coppa Italia
| Arbitro: | Roversi (Bologna) |

|                       |           |                                           |
| Taccola 39’ Rossi 87’ | Marcatori | 10’ Stacchini 70’ (rig.) Rossano 84’ Rosa |

| Arbitro: | Sbardella (Roma) |

|  |           |             |
|  | Marcatori | 28’ Charles |

| Arbitro: | Adami (Roma) |

|                                      |           |  |
| Nicolè 43’ Charles 46’ Stacchini 77’ | Marcatori |  |

| Arbitro: | Campanati (Milano) |

|                                                       |           |                    |
| Micheli 31’ Dell'Omodarme 33’, 69’ Cervato 72’ (rig.) | Marcatori | 79’ (aut.) Muccini |

| Arbitro: | Rigato (Mestre) |

|                    |           |  |
| Mazzero 53’ (rig.) | Marcatori |  |

### Coppa dei Campioni
| Arbitro: | Galba |

|                   |           |          |
| Papaemmanouīl 64’ | Marcatori | 42’ Mora |

| Arbitro: | Obtulovič |

|                        |           |                     |
| Nicolè 20’ Rossano 25’ | Marcatori | 62’ (rig.) Cholevas |

| Arbitro: | Schiker |

|             |           |                     |
| Vasović 76’ | Marcatori | 35’ Nicolè 73’ Rosa |

| Arbitro: | Gulde |

|                                                |           |  |
| Nicolè 1’ Mora 36’, 61’ Rosa 55’ Stacchini 67’ | Marcatori |  |

| Arbitro: | Dusch |

|  |           |                |
|  | Marcatori | 69’ Di Stéfano |

| Arbitro: | Guigue |

|  |           |            |
|  | Marcatori | 38’ Sívori |

| Arbitro: | Schwinté |

|                                |           |            |
| Felo 1’ Del Sol 65’ Tejada 82’ | Marcatori | 33’ Sívori |

### Videografia
- Manuela Romano (a cura di) e Roberto Saoncella (con la collaborazione di), La grande storia della Juventus (DVD-Video): 1956-1966 "Sivori, Charles e Boniperti", RCS Quotidiani, RAI Trade, LaPresse Group, 2005,  a 35 min 32 s.